# کویونجو (گوینوجک)
کویونجو (به ترکی استانبولی: Koyuncu) یک منطقهٔ مسکونی در ترکیه است که در گوینوجک واقع شده‌است.